# Neerharen
Neerharen est une section de la commune belge de Lanaken située en Région flamande dans la province de Limbourg. C'était une commune à part entière avant la fusion des communes de 1977.

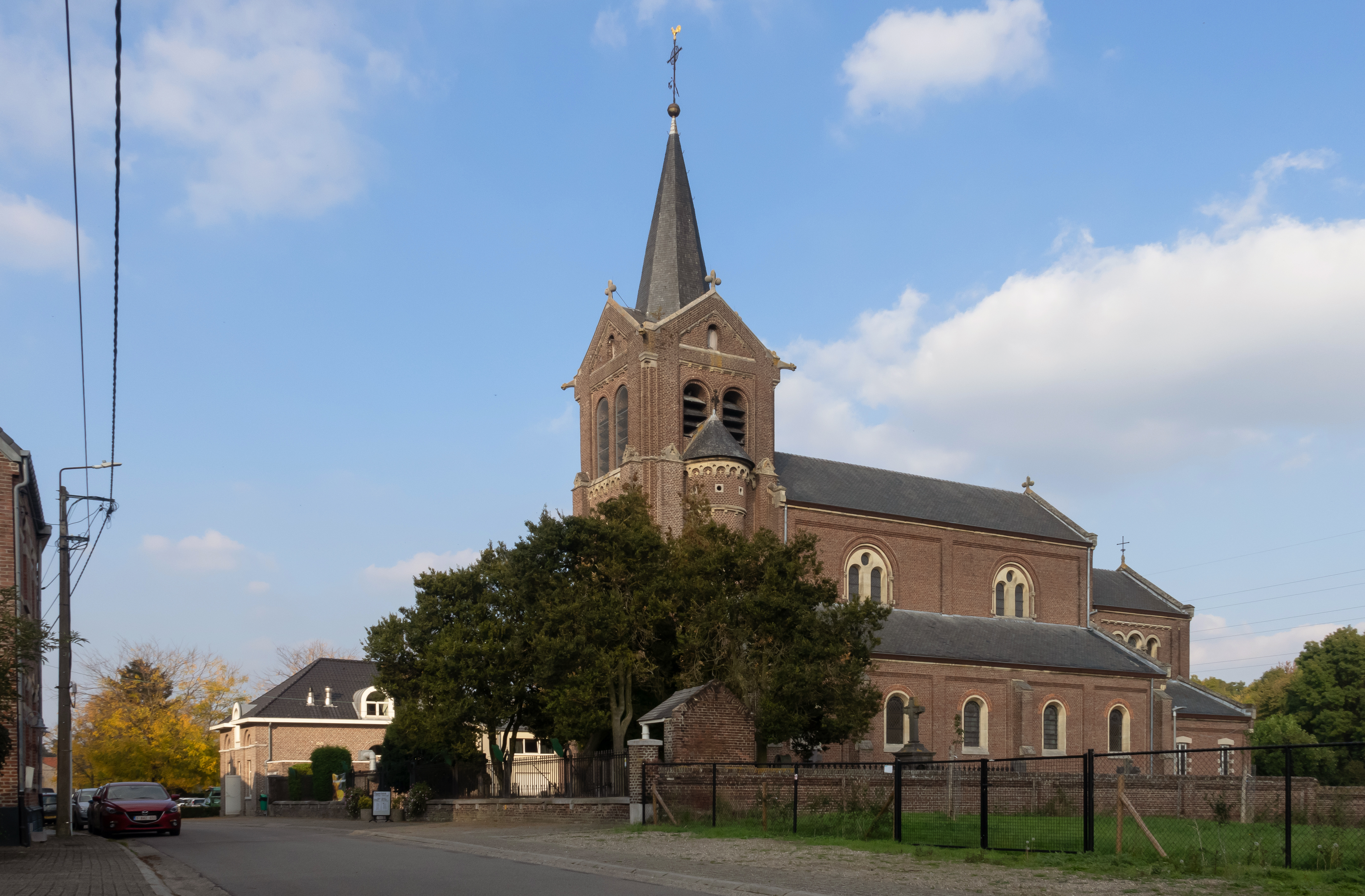
L'église: parochiekerk Sint-Lambertus

## Démographie

### Évolution démographique
- Sources : INS, Rem. : 1831 jusqu'en 1970 = recensements, 1976 = nombre d'habitants au 31 décembre[2].

## Personnalités
Le peintre François (Frans) Keelhoff (1820-1893) est né à Neerhaeren. Il étudie à l'Académie d'Anvers puis à Paris. En 1878, François Keelhoff épouse Joséphine Nyssens, militante féministe et humanitaire.